# Микешин, Василий Никитич
Василий Никитич Микешин (1853 или 1856, с. Стемасы Алатырского уезда — после 1918) — учитель, земский деятель, депутат Государственной думы I созыва от Симбирской губернии.

## Биография
Дворянин. Окончил гимназию и поступил на юридический факультет Московского университета, который окончил Московский университет со степенью кандидата прав. В 1873 году был привлечён к дознанию по делу о распространении книг социалистического содержания. Поводом к этому стало близкое знакомство с московскими «чайковцами» Николаем Филатовым, Николаем Цакни, Серафимой Жиркевич, привлекавшимися по этому же делу.
Служил учителем и инспектором гимназии. В 1901 году открыл частное учебное заведение 2-го разряда в городе Алатырь и стал его директором; в 1907 году училище было передано в ведение города, в 1910 оно стало государственным и было преобразовано в реальное училище.
Гласный Алатырской городской думы; статский советник. Землевладелец. Гласный уездного и губернского земских собраний.
Участвовал в создании комитетов Конституционно-демократической партии в Симбирске и Алатыре.
26 марта 1906 года был избран в Государственную думу I созыва от общего состава выборщиков Симбирского губернского избирательного собрания. Входил в Конституционно-демократическую фракцию; 8 мая 1906 года подписал записку «42-х» о разработке и внесении в Думу законопроекта «по земельному делу».
Был в числе тех, кто 10 июля 1906 года подписал «Выборгское воззвание» и был осуждён по ст. 129, ч. 1, п. п. 51 и 3 Уголовного Уложения, приговорён к 3 месяцам тюрьмы и лишён права баллотироваться на любые выборные должности.
После Февральской революции алатырский уездный комиссар Временного правительства. 7 декабря 1917 года на совместном собрании земских гласных и гласных Алатырской городской думы был избран попечителем реального училища на срок до 1 января 1919.
Дальнейшая судьба неизвестна.